# Погрешен завой 4
„Погрешен завой 4“ (на английски: Wrong Turn 4: Bloody Beginnings) е американски филм на ужасите от 2011 г. Предистория е на Погрешен завой.
Издаден е на DVD и Blu-ray диск.

## Сюжет
Внимание:  Текстът по-долу разкрива сюжета на произведението (или части от него)!
Група студенти се губи по време на буря при тяхното пътуване със снегоход. Те намират подслон в изоставен санаториум, който е и дом на деформирани канибали.

## Актьорски състав
- Шон Скийн – Три пръста / Винсънт
- Даниъл Скийн – Едно око
- Скот Джонсън – Зъб трион
- Дженифър Пъдавик – Кения
- Теника Дейвис – Сара
- Кейтлийн Лийб – Бриджет